# Eunus
Eunus byl vůdce povstání otroků, k němuž došlo na Sicílii ve 2. století př. n. l.. Jednalo se o tzv. první válku otroků (135–132 př. n. l.) v římské provincii Sicílie.
O jeho životě je známo jen málo. Údajně pocházel z Apamey na území Sýrie a do otroctví byl prodán jako válečný zajatec. Jeho majitelem byl Dámofilos ze sicilského města Enna, který byl známý krutým zacházením se služebnictvem. Eunus se pro svou inteligenci a znalost magie stal pro ostatní otroky autoritou a naplánoval jejich vzpouru. Jedné noci v roce 136 př. n. l. se překvapivým útokem zmocnily čtyři stovky vzbouřených otroků Enny a pobily své pány. Zhruba v téže době došlo na jižním pobřeží ostrova k dalšímu povstání, které vedl Kleón, původem z Kilikie. Eunus se s ním spojil a dal mu funkci vrchního velitele svého vojska. Sám se nechal korunovat králem a přijal jméno Antiochos podle tradičních syrských panovníků (toto jméno se našlo na řadě mincí, které nechal razit).
Nový stát byl založen na kultu bohyně úrody Atargatis a Eunově pověsti člověka s nadpřirozenými schopnostmi (Florus například uvádí, že dokázal chrlit oheň). Otrokářství ovšem nebylo úplně zrušeno, Eunus propustil pouze svoje stoupence. Povstalci, jejichž počet se v dobových pramenech uvádí jako 70 000 až 200 000, ovládli většinu Sicílie a dokázali se dlouho bránit útokům Římanů. Senát nakonec učinil Sicílii konzulskou provincií a Publius Rupilius dostal k dispozici silnou armádu, s níž se mu roku 132 př. n. l. podařilo vzpouru potlačit. Eunus byl zajat a uvězněn ve městě Morgantina, kde krátce nato zemřel.
Zdrojem informací o Eunově povstání jsou historikové Diodóros Sicilský a Lucius Annaeus Florus.